# Affreschi della facciata di Santa Maria della Scala
Gli affreschi della facciata di Santa Maria della Scala sono un ciclo pittorico perduto di Pietro e Ambrogio Lorenzetti, datato 1335 e oggi scomparso. Era firmato "HOC OPVS FECIT PETRUS LAURENTII ET AMBROSIUS EIUS FRATER, MCCCXXXV".

## Storia e descrizione
Gli affreschi vennero visti sia da Lorenzo Ghiberti che da Giorgio Vasari, i quali però ne diedero due descrizioni diverse: il primo parlò di una Natività, il secondo di uno Sposalizio della Vergine, ma entrambi concordarono sulla presenza di una Presentazione di Maria al Tempio, opera tra l'altro particolarmente calzante per l'ospedale "della Scala" poiché l'iconografia tradizionale prevedeva la rappresentazione di gradini saliti dalla fanciulla.
Inoltre i due storici, nonostante gli affreschi fossero firmati apparentemente in bella vista (l'iscrizione fu trascritta nel 1649 dall'Ugurgieri nelle Pompe Senesi), ne errarono l'attribuzione: Ghiberti parlò del solo Ambrogio, mentre Vasari riferì il tutto al suo "Pietro Laurati", artista di cui aveva letto erroneamente il nome nella Madonna in trono col Bambino tra otto angeli oggi agli Uffizi e del quale non sospettò mai la parentela con Ambrogio (nonostante proprio a Santa Maria della Scala ne avrebbe potuto avere prova). 
Gli affreschi, lodati per la loro bellezza, erano ridotti in uno stato larvale nel 1720, quando si rimosse la tettoia che li proteggeva dalle intemperie, e di lì a poco venne imbiancato l'intero muro.
Al ciclo si ispirò probabilmente Bartolo di Fredi nelle storie della Vergine nella chiesa di Sant'Agostino a San Gimignano.